# Hubba Bubba
Hubba Bubba — це марка жувальної гумки, яку виробляє Wm. Wrigley Jr. Company, дочірня компанія Mars, Incorporated. Жувальна гумка, представлена в Сполучених Штатах у 1979 році, отримала свою назву від фрази «Hubba Hubba», яку використовували деякі військові під час Другої світової війни, щоб висловити схвалення. Основний трюк, який використовується для просування жувальної гумки, полягає в тому, що, оскільки гумка Hubba Bubba менш липка, ніж гумка інших марок, її легше відклеїти від шкіри після того, як бульбашка лопне. Коли Hubba Bubba вперше вийшла на ринок, смак гумки (тепер її часто називають оригінальною) був схожий на смак інших гумок, але з часом з'явилися інші смаки.

## Опис продукту
До свого запуску Hubba Bubba називали «Stagecoach» під час розробки продукту та раннього виробництва на нині неіснуючому заводі Wrigley у Санта-Крус, Каліфорнія. Найперша серія телевізійної реклами Hubba Bubba, яка транслювалася в Сполучених Штатах, відбувалася в місті Дикого Заходу та показувала персонажа, відомого як Gumfighter, якого грав актор Дон Кольєр. Наприкінці кожного рекламного ролика Gum Fighter заявляв: «Великі бульбашки, жодних проблем», після чого йшла жартівлива відповідь ветерана західного кіно Даба Тейлора. Це було посилання на те, що Hubba Bubba менш липка, ніж інші бренди. Основним конкурентом Hubba Bubba протягом більшої частини 1980-х років був бренд Bubblicious.
Оригінальний смак жувальної гумки був припинений протягом багатьох років у Сполученому Королівстві, і були доступні лише яблуко, полуниця та кола. Станом на червень 2012 року у Великій Британії доступні такі смаки, як полуниця, оригінал і яблуко. (У квітні 2012 року оригінальний смак повернувся, на упаковках було написано «більш густий і пухирчастий»). В Австралії доступні ароматизатори: вишня, кола, персик, полуниця, лайм, ананас, яблуко, апельсин, виноград і кавун. Станом на 2004 рік доступні в Хорватії ароматизатори включали лайм, ягоди, вишню та звичайні фрукти. Аромати, доступні в Німеччині, включали вишню та колу. Ароматизатори, доступні в Норвегії, включають апельсин, яблуко, полуницю, колу та солодку. Смаки, доступні в Канаді, включали полуницю, виноград, апельсин і синю малину. Інші смаки, які можна було побачити протягом багатьох років у різних країнах, включають лимонний, крем-содовий, тропічний, солоний лакричний і шоколадно-полуничний.
Цей продукт, який продається в США, містить біоінженерні (генетично модифіковані або «ГМО») інгредієнти та фірмові етикетки як такі без уточнення, які інгредієнти є неназваними ГМО.
Спочатку Hubba Bubba була доступна лише шматками, зазвичай продавалася в упаковках по п'ять шматків. Зовсім недавно його випускали у вигляді подрібнених шматочків (див. Big League Chew), рулонів жувальної стрічки у Великобританії (стрічки з 1,8-метрових смужок змішаних смаків), пластикових глечиків із кристалами, коробок із крихітними гумовими кульками та начинкою з цукерок.
Бренд Hubba Bubba був припинений у США на початку 1990-х років, але повернувся у 2004 році У Сполучених Штатах рекламні ролики анімовані в Aardman у тому ж стилі стоп-моушн, який використовувався у Wallace and Gromit, Chevron і Chicken Run. У Канаді рекламні ролики анімовані у традиційній двовимірній анімації Chuck Gammage Animation і використовують дует мультиплікаційних персонажів, на ім'я Хабба (фіолетовий) і Бабба (рожевий). Його також використовували в титрах популярного ігрового шоу YTV Uh Oh!.
Станом на 2012 рік Hubba Bubba доступний у США в оригінальному смаку під назвою «Outrageous Original». Інші смаки — «Strawberry Watermelon», «Cool Cola», «Sweet & Sassy Cherry» і «Mystery Flavor». Hubba Bubba представила Mystery Max і Mystery Tape у 2010 році